# سیری (نرم‌افزار)
سیری (به انگلیسی: Siri) یک دستیار شخصی هوشمند و راهنمای دانا است که به عنوان یک نرم‌افزار کاربردی برای آی‌اواس و مک او اس و آیپد او اس و ویژن او اس و ایدیو او اس و تی وی او اس و اپل کارپلی اپل کار می‌کند. این نرم‌افزار کاربردی از رابط کاربری به زبان طبیعی برای پاسخ دادن به سوالات و ایجاد توصیه‌های کاربر استفاده می‌کند. انجام این کارها به وسیله ارسال درخواست‌ها به یک مجموعه از خدمات وب صورت می‌گیرد. 

## واژه شناسی
سیری یک نام زنانه اسکاندیناویایی است. این یک شکل کوتاه از Sigrid، از اسکاندیناوی قدیم Sigríðr است که از عناصر sigr "پیروزی" و fríðr "زیبا" تشکیل شده است. نوع سیری از قرون وسطی به طور گسترده مورد استفاده قرار گرفته است، تا قرن هجدهم در نروژ رایج بود، زمانی که استفاده از آن کاهش یافت، اما در قرن بیستم محبوبیت بالایی داشت. در حال حاضر این نام رایج در نروژ و سوئد است. در سوئد این نام در حدود سال 1900 محبوبیت جدیدی پیدا کرد و در سالهای گذشته دوباره محبوبیت فزاینده ای پیدا کرد. معادل فاروئی Sirið است؛ ð تلفظ نمی شود. املای بدون ð نیز رایج است. به میزان کمتری در دانمارک نیز استفاده می شود.

## پاسخ‌های طنزگونهٔ سیری
گوگل گلس: شرکت اپل به صورت رسمی مطلبی را در نفی یا قبول گوگل گلس منتشر نکرده‌است اما در سیستم سخنگوی موبایل‌های آیفون سیری به صورت طنزگونه‌ای پاسخ‌هایی را قرار داده‌است که در صورتی که کاربر به سیستم سیری بگوید اوکی گلس (عبارتی که به گوگل گلس گفته می‌شود تا دستورها را انجام دهد) سیری پاسخ‌های متفای را به کاربر ارائه می‌دهد که گویای این نکته است که گوگل گلس گجت جالبی نیست.

## نحوه فعال سازی سیری در ios
برای فعال سازی سیری، به بخش تنظیمات (Settings) دستگاه خود بروید. وارد بخش مربوط به سیری شوید. سپس دکمه‌های Listen for Hey Siri و Press Home for Siri را فعال کنید.

## فراخوانی سیری

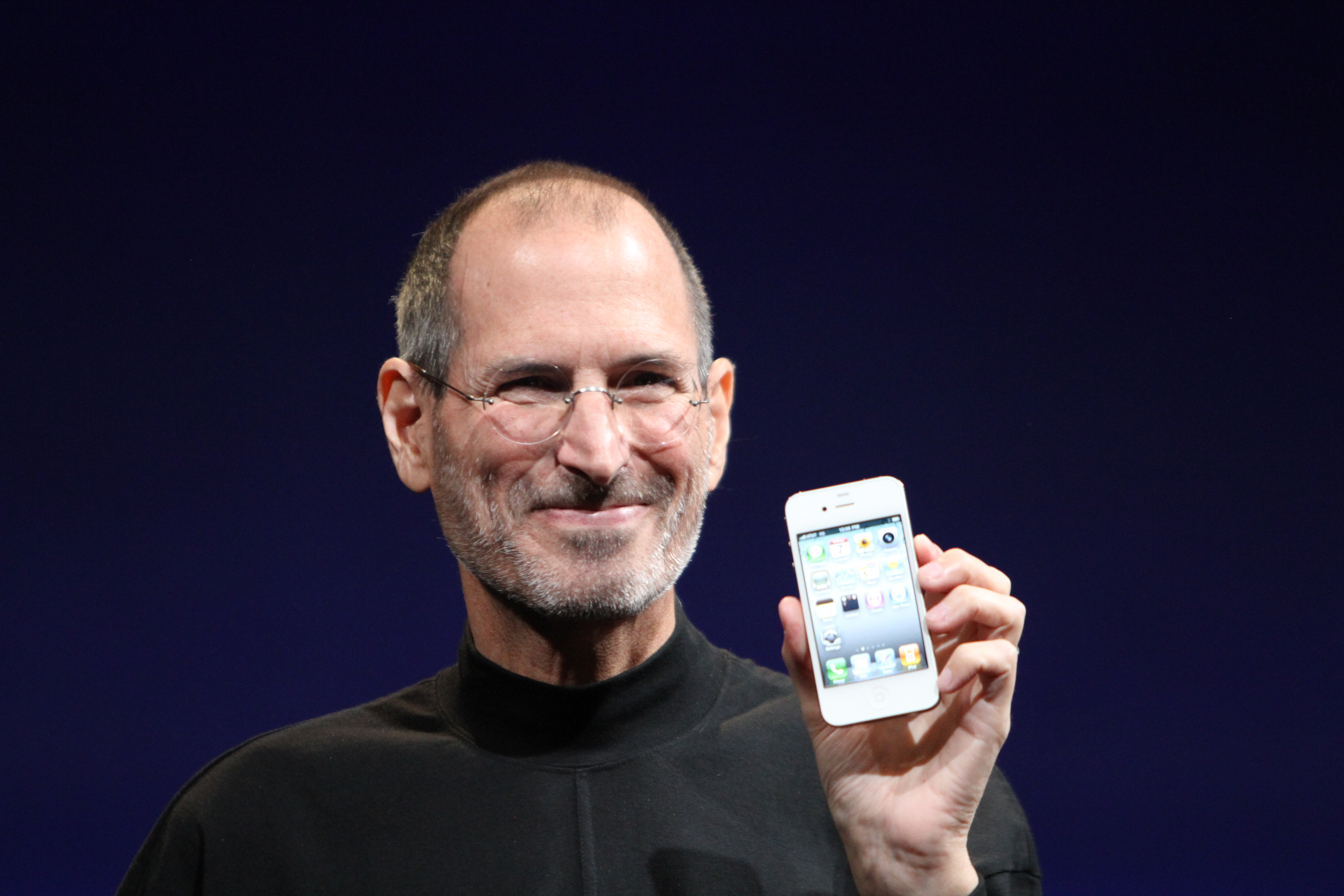
استیو جابز در حال معرفی آیفون ۴ و سیری

لوگوی قدیمی سیری

سیری در آی او اس ۸ با قابلیت جدیدی عرضه شد که، با گفتن عبارت هی سیری (به انگلیسی: Hey Siri) می‌توان آن را فراخوانی کرد. هم چنین می‌توانید با نگه داشتن دکمه Home (در آیفون‌های X به بعد دکمه Side) سیری را فرا بخوانید. در اپل واچ نیز برای فراخوان سیری باید دکمه گردشی آن (Digital Crown) را نگه بدارید. همچنین میتوانید  از طریق دکمه اکشن ( از آیفون ۱۵ پرو و پرومکس و ۱۶ پلاس و معمولی به بعد) میتوانید سیری را احظار کنید . در مک او اس میتوانید از نگه داشتن کامند اسپیس ( command+space) برای احظار سیری استفاده کنید

## ویژگی‌های سیری
سیری اولین دستیار صوتی دنیاست و بر پایهٔ هوش مصنوعی بسیار پیشرفته و علمی به نام علم پردازش زبان کار می‌کند. سیری به زبان‌های انگلیسی، اسپانیایی، فرانسوی، ایتالیایی، آلمانی، روسی، سوئدی، نروژی، ژاپنی و بسیاری دیگر از زبان‌های دنیا صحبت می‌کند. این هوش مصنویی حتی قادر است انگلیسی را به لهجه‌های مختلف صحبت کند.
سیری به تمام اپلیکیشن‌های پیش فرض سیستم عامل های اپل همچون Safari , Mail و Messages دسترسی دارد و می‌تواند آنها را برای شما کنترل کند

## بروزرسانی ۲۰۲۴
در سال ۲۰۲۴، اپل از سیری جدید که با هوش مصنوعی چت جی پی تی ۴،۱ غنی شده و با لوگوی جدید معرفی شده رونمایی کرد
این بروزرسانی باعث شده که سیری منابع بیشتری رو مورد هدف قرار بده و این امر باعث شده جواب های منطقی تری را بدهد 